# Paroligia pallidisca
Paroligia pallidisca är en fjärilsart som beskrevs av Moore 1881. Paroligia pallidisca ingår i släktet Paroligia och familjen nattflyn. Inga underarter finns listade i Catalogue of Life.